# Tボーン協奏曲
Tボーン協奏曲（T-Bone Concerto）は、ヨハン・デ・メイが作曲したトロンボーン協奏曲。トロンボーン独奏と吹奏楽のための協奏曲として作曲された。

## 概要
ケンタッキー音楽教育者協会（KMEA）からの委嘱で、1995年8月から1996年1月にかけて作曲された。
曲名はトロンボーンとTボーンステーキ（T-bone steak）をかけており、さらに3つの楽章にそれぞれ「レア」「ミディアム」「ウェルダン」というステーキの焼き方がタイトルとして付けられている。単なる言葉遊びであり、曲自体はステーキとは関係はない。
吹奏楽伴奏の中で、フルート、オーボエ、クラリネット、ホルン、バスーン各2とイングリッシュホルン、コントラバス各1による室内楽が、主題を提示するなど全曲に渡って重要な役割を果たす。
演奏時間は約25分。
楽譜は、後に書かれたブラスバンド伴奏版とピアノ伴奏版とともに、デ・メイが設立したオランダの出版社アムステル・ミュージック（Amstel Music BV）から出版されている。

## 初演
第1楽章のみ、1996年2月にケンタッキー州ルイヴィルで開催されたKMEAの年次大会で、ジェフリー・トーマス（Jeffrey Thomas）の独奏により初演された。
全曲の初演は、同年3月1日にオランダ・アムステルダムのコンセルトヘボウで、ジャック・モージェの独奏、モーリス・ハメルス（Maurice Hamers）の指揮、オランダ王立海軍軍楽隊の演奏により行われた。
日本初演は、1997年9月23日に大阪市北区のフェスティバルホールで、呉信一の独奏、ハインツ・フリーセンの指揮、近畿大学吹奏楽部の演奏により行われた。

## 編成
| 木管   | 木管                 | 金管                      | 金管                      | 弦・打                    | 弦・打 |
| ------ | -------------------- | ------------------------- | ------------------------- | ------------------------- | --- |
| Fl.    | 2, Picc. 1 (3rd Fl.) | Crnt.                     | 2, Tp. 3                  | Cb.                       | ● |
| Ob.    | 2, C.A.              | Hr.                       | 4                         | Timp.                     | ● |
| Fg.    | 2                    | Tbn.                      | Solo, 3                   | 他                        | S.D., B.D., 2 Cymb./Sus. Cym., Triangle, Woodblock, Tom-tom, Bells, Marimba, Vibraphone, Xylophone, Tubular Bells |
| Cl.    | 3, E♭, Alto, Bass    | Eup.                      | ●                         | 他                        | S.D., B.D., 2 Cymb./Sus. Cym., Triangle, Woodblock, Tom-tom, Bells, Marimba, Vibraphone, Xylophone, Tubular Bells |
| Sax.   | Alt. 2 Ten. 1 Bar. 1 | Tub.                      | ●                         | 他                        | S.D., B.D., 2 Cymb./Sus. Cym., Triangle, Woodblock, Tom-tom, Bells, Marimba, Vibraphone, Xylophone, Tubular Bells |
| その他 | その他               | Piano & Harpsichord, Harp | Piano & Harpsichord, Harp | Piano & Harpsichord, Harp | Piano & Harpsichord, Harp                                                                                         |

## 構成
1. レア（Rare）
室内楽によるバロック風の主題で始まり、コラール風の中間部を持つ三部形式。
2. ミディアム（Medium）
3/4拍子と6/8拍子の穏やかな旋律による三部形式。
3. ウェルダン（Well Done）
チェンバロも加わり、第1、第2楽章の主題を発展させたネオ・バロック様式で書かれ、圧倒的なヴィルトゥオーソでエンディングを迎える。